# Олександр Борняков
Олександр Сергійович Борняков (нар. 1 березня 1982 р., Болград, Одеська обл.) — український підприємець і політик, заступник Міністра цифрової трансформації України з розвитку IT, керівник проєкту Дія.City, співзасновник бізнес-акселератора WannaBiz.

## Освіта
Олександр навчався в Київському національному авіаційному університеті за спеціальністю «Маркетинг». Здобув ступінь MBA в Університеті Нью-Брансвіка, Канада, а також ступінь MPA в Колумбійському університеті.

## Кар'єра в бізнесі
У 2007 році Борняков заснував компанію з розробки програмного забезпечення SoftTechnics. У 2014 році він увійшов до складу правління компанії Intersog Україна як керівний партнер після того, як SoftTechnics придбала чиказька компанія Intersog.
У 2008 р. Олександр заснував платформу для монетизації відеореклами VertaMedia. У 2012 році став генеральним директором компанії. У 2018 році VertaMedia була перейменована на Adtelligent Inc.
Adtelligent (VertaMedia) увійшла до списку 5000 швидкозростаючих американських приватних компаній, за версією щорічного рейтингу Inc. 5000 журналу Inc. У 2016 році компанія посіла 848 місце, у 2017 році — 552, у 2023 році — 1319.
Adtelligent (VertaMedia) також чотири рази входила до списку швидкозростаючих компаній Північної Америки, за версією Deloitte Technology Fast 500™. У 2016 році вона посіла 180 місце, у 2017 році — 137, у 2022 році — 59, у 2023 році — 301. У 2023 році Adtelligent також була визнана однією зі швидкозростаючих компаній Америки, за версією Financial Times (№ 21). У 2016 році VertaMedia отримала дві бронзові нагороди Stevie на щорічній премії American Business Awards і була названа найбільш швидкозростаючою технологічною компанією року, а також найбільш інноваційною технологічною компанією року. У 2017 році компанія отримала нагороду Silver Stevie в номінації «Найбільш інноваційна технологічна компанія року — до 2 500 працівників».
Борняков став співзасновником і членом правління рекламної платформи Clickky, створеної у 2010 році.
У 2012 році став співзасновником одного з перших в Україні бізнес-інкубаторів — WannaBiz.
У 2016 році Борняков увійшов до рейтингу 25 бізнес-лідерів-новаторів України, за версією The Kyiv Post.

## Державна служба
У 2010 році Олександр став депутатом Одеської обласної ради в багатомандатному виборчому окрузі, членом секретаріату обласної ради та головою комісії з питань інформатизації та зв'язку.
У 2015 році Борнякова було обрано депутатом Одеської міської ради, він став головою комісії з економічної, інвестиційної політики, торгівлі, міжнародних відносин та інформаційних технологій.
З жовтня 2019 року — заступник Міністра цифрової трансформації з питань розвитку IT.
Борняков стоїть за проєктом Дія.City та програмою електронного резидентства uResidency. Олександр також відповідає за розвиток штучного інтелекту в Україні, сприяння розвитку криптоіндустрії та зміцнення й розширення стартап-екосистеми. З 2019 року він є секретарем Наглядової ради Українського фонду стартапів. Як представник Міністерства цифрової трансформації, Борняков координує діяльність державного кластера оборонних технологій Brave1, заснованого у квітні 2023 року.

### Розвиток IT та проєкт Дія.City
Дія.City — це правове та податкове середовище для ІТ-компаній в Україні, яке пропонує своїм резидентам низькі податкові ставки, інструменти венчурного інвестування, альтернативну модель найму та гарантії захисту інтелектуальної власності. Проєкт був запущений 8 лютого 2022 року. Станом на лютий 2024 року до Дія.City входить понад 830 компаній-резидентів.
У червні 2022 року проєкт Дія.City отримав премію Emerging Europe Awards у номінації Modern and Future-Proof Policymaking «за унікальний внесок у позиціювання України як потужного ІТ-хабу шляхом створення сприятливих умов для зростання компаній та залучення іноземних інвестицій».
У серпні 2022 року проєкт Дія.City отримав нагороду Red Dot Design Award у категоріях Brand Experience та Logo Design. Проєкт представлений у щорічному виданні Red Dot Design Yearbook та Музеї дизайну Red Dot в Ессені, який є найбільшим у світі зібранням досягнень сучасного дизайну.

#### Brave1
Brave1 — державний оборонно-технологічний кластер, заснований Міністерством цифрової трансформації України, Міністерством оборони України, Генеральним штабом Збройних Сил України, Радою національної безпеки й оборони України, Міністерством з питань стратегічних галузей промисловості України та Міністерством економіки України. Це єдина у своєму роді точка входу для співпраці у сфері українських оборонних технологій: компаній, уряду, силових структур, інвесторів, волонтерських фондів та ЗМІ. Будучи єдиною координаційною платформою, створеною для ефективної комунікації між усіма зацікавленими сторонами defense-tech галузі, кластер надає організаційну, інформаційну та фінансову підтримку оборонно-технологічним проєктам в Україні.